# Рунич, Осип Ильич

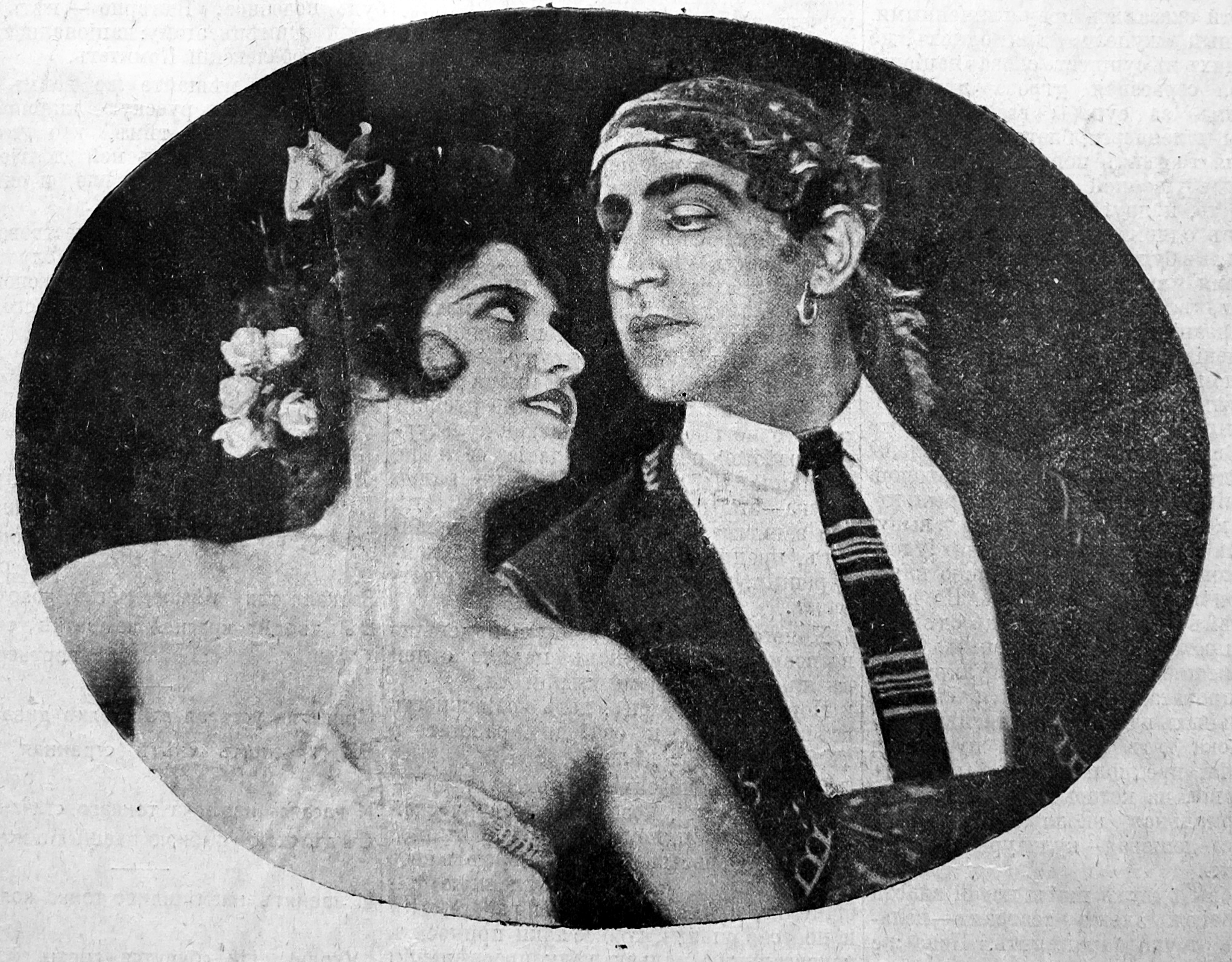
Вера Холодная и Осип Рунич в фильме «Последнее танго» (1918)

Осип Ильич Рунич (итал. Giuseppe Runitsch, нем. Ossip Runitsch, настоящая фамилия Фрадкин; 1889—1947) — актёр раннего русского кино, кинематографа Германии и Италии, театральный актёр и режиссёр.

## Биография
Родился 5 апреля 1889 года. Работал в МДТ.
В конце 1914 года дебютировал на экране в картине «Война и мир» (играл роль Николая Ростова), выпущенной фирмой П. Тимана. С этого времени снимался в картинах режиссёров Я. Протазанова, В. Гардина, Е. Бауэра и П. Чардынина. В 1916 году перешёл в фирму Д. Харитонова.
В июне 1918 года уехал на съёмки в Одессу. Зимой 1919 года из Одессы уехал на киносъёмки в Италию.
Осенью 1920 года переехал в Берлин, где активно снимался.
В 1925 году работал в Париже, где познакомился со своей будущей женой, дочерью генерала и фрейлины двора — балериной Ниной Павлищевой (1896—1979).
В 1926 году вернулся на драматическую сцену, выступал в труппе рижского Театра русской драмы. 4 и 5 декабря 1926 года в Двинске, вместе с артистами театра, Осип Рунич проводил творческие встречи после сеансов немого кино. Был художественным руководителем и главным режиссёром государственного Еврейского театра в Риге, а также в еврейском театре Каунаса (на идише).
В 1939 году вместе с женой уехал в Южную Африку, где организовал две театральные труппы, игравшие на идише, ставил оперные спектакли, а также был художественным руководителем театральной труппой и режиссёром театральной труппы, ставившей спектакли на языке африкаанс.
Руничи поселились в Йоханнесбурге, где в самом городе и округе проживали в то время несколько десятков тысяч эмигрантов из Российской Империи и прибалтийских стран. Осип и Нина Руничи организовывали концерты и ставили спектакли для сбора средств в пользу Красной Армии и медицинских учреждений СССР во время Второй мировой войны.
Умер Осип Ильич Рунич 6 апреля 1947 года в Йоханнесбурге. Похоронен на еврейском участке кладбища Westpark в Йоханнесбурге.

## Творчество

### Фильмография
- 1915 — Война и мир — Николай Ростов
- 1915 — Кумиры — Джеард Мэриам
- 1915 — Седьмая заповедь — Петр, матрос
- 1915 — Песнь торжествующей любви — Георгий, художник
- 1915 — Родные души — Борис Дегаль, композитор
- 1915 — Обожжённые крылья — Юзеф Мстиславский
- 1916 — Дело доктора Мореля — граф Сюлли Верне
- 1916 — Белая роза — Всеволод Кошевский, художник
- 1916 — От рабства к воле — Страхов, бывший крепостной художник
- 1916 — Роковой талант — Герман, авантюрист
- 1916 — Илья Мурин — Василий Ордынов, учёный
- 1917 — Пытка молчания — Ришар Луазен
- 1917 — Золотой вихрь
- 1917 — Истерзанные души — инженер Карин
- 1917 — Поединок любви
- 1917 — Почему я безумно люблю — Сергей Ланин
- 1917 — Как они лгут — лакей Жан
- 1917 — Софья Перовская — Андрей Желябов
- 1917 — Измена идеалу — Стуков
- 1917 — На алтарь красоты — Кирилл Руднев
- 1917 — Позабудь про камин, в нём погасли огни — муж Мары
- 1918 — Человек-зверь — Жак Лантье
- 1918 — Молчи, грусть… молчи… — Зарницкий, присяжный поверенный
- 1918 — Последнее танго — Джо
- 1918 — Живой труп — Виктор Каренин
- 1918 — Женщина, которая изобрела любовь — Массимо Каддуло
- 1918 — В золотой клетке — брат жены
- 1918 — Тернистый славы путь — премьер экрана
- 1919 — Азра — Джилли
- 1919 — Красная заря — Николай Пернов, учёный
- 1919 — Тайна июльской ночи — Альберт Моральди, банкир
- 1919 — Исповедь монахини
- 1919 — Рубиновая саламандра
- 1920 — Роковая орхидея (итал. L' orchidea fatale; Италия) — Неверов
- 1920 — Цепь (итал. La catena; Италия)
- 1920 — Лорд Блеф (итал. Lord Bluff; Италия) — лорд Блеф
- 1921 — Человек-зверь нем. Die Bestie im Menschen; Германия) — Жак Лантье
- 1921 — Дантон нем. Danton; Германия) — Камиль Демулен
- 1921 — Игра с огнем нем. Das Spiel mit dem Feuer; Германия) — граф
- 1921 — Заблудившийся автомобиль (итал. L’automobile errante; Италия)
- 1921 — Дубровский, атаман разбойников (нем. Dubrowsky, der Räuber Ataman; Германия) — Владимир Дубровский
- 1922 — Мария-Антуанетта (нем. Marie Antoinette; Германия) — Дантон
- 1922 — Псиша, танцовщица Екатерины Великой (нем. Psicha, die Tänzerin Katharina der Großen; Германия) — Иван Плетень
- 1922 — Адская власть (нем. Die höllische Macht; Германия)
- 1923 — Кукольник из Цзяннина (нем. Der Puppenmacher von Kiang-Ning; Германия)
- 1923 — Ее грех (нем. Ihr Fehltritt; Германия)
- 1924 — Тарас Бульба (нем. Taras Bulba; Германия) — Остап
- 1924 — Вешние воды (нем. Frühlingsfluten; Германия) — Дмитрий Санин
- 1924 — Мрак теней, сиянье счастья (нем. Düstere Schatten, strahlendes Glück; Германия) — Ф. К. Морланд
- 1924 — Пратер (нем. Prater; Германия) — граф Ринон
- 1925 — Золотой телец (нем. Das goldene Kalb; Германия) — лейб-гвардеец
- 1929 — Дневник кокотки (нем. Tagebuch einer Kokotte; Германия) — Ламберт, директор гостиницы
- 1929 — Сенсация в Винтергартен (нем. Sensation im Wintergarten; Германия) — директор цирка
- 1930 — Песня донских казаков (нем. Das Donkosakenlied; Германия) — Басманов, разбойник